# 1479年
| 千纪： | 2千纪 |
| 世纪： | 14世纪 \| 15世纪 \| 16世纪                                                                                 |
| 年代： | 1440年代 \| 1450年代 \| 1460年代 \| 1470年代 \| 1480年代 \| 1490年代 \| 1500年代                           |
| 年份： | 1474年 \| 1475年 \| 1476年 \| 1477年 \| 1478年 \| 1479年 \| 1480年 \| 1481年 \| 1482年 \| 1483年 \| 1484年 |
| 纪年： | 己亥年（猪年）；明成化十五年；越南洪德十年；日本文明十一年                                                 |

## 大事记
- 明朝人口达到71,850,000人。
- 永謝布部的領主亦思馬勒聯合滿都魯可汗的部下脫羅乾等人殺死太師癿加思蘭，繼任太師。
- 1月20日——斐迪南二世登基為亞拉岡王國國王，與伊莎貝拉一世成為兩大王國的共同統治者，卡斯提爾王國與亞拉岡王國形成西班牙王國。
- 1月25日——威尼斯共和国与奥斯曼帝国签订《君士坦丁堡条约》，奧斯曼帝國的國界延伸至威尼斯共和國外圍，弱化了威尼斯共和國在地中海東部黎凡特地區的地位，第二次威尼斯土耳其戰爭結束。
- 9月4日——卡斯提爾和阿拉貢的天主教君主和葡萄牙阿方索五世和他的兒子約翰王子簽訂《阿爾卡索瓦什和約》，阿方索五世放棄對卡斯蒂利亞王位的一切要求，西班牙佔領了大西洋中的加那利群島，西班牙王位繼承戰爭結束。
- 奥斯曼帝国吞并阿尔巴尼亚。
- 越南黎初朝大臣吴士连奉黎圣宗之命，主持编纂《大越史记全书》。

## 出生
- 朱祐槟，明朝益端王，明宪宗朱见深第六子。
- 朱祐楎，明朝衡恭王，明宪宗朱见深第七子。
- 腓力一世（1479年-1533年），巴登藩侯（1515年-1533年在位）。
- 瓦西里三世（1479年－1533年），莫斯科大公（1505年－1533年在位）。
- 朱利亞諾·德·麥地奇（1479年-1516年），於1512-1516年統治佛羅倫斯共和國。
- 麗莎·喬宮多 （1479年－1542年），列奥纳多·达·芬奇为她绘制肖像，以后是世界有名的蒙娜丽莎。
- 胡安娜（1479年-1555年），人稱瘋女胡安娜（La Loca），1504-1555年為名義上的卡斯提爾女王，1516-1555年為亞拉岡女王。
- 艾謝·哈芙莎蘇丹（1479年-1534年），奧斯曼帝國蘇丹塞利姆一世的妻子，蘇萊曼一世的母親，她是奧斯曼帝國第一位蘇丹皇太后，由她兒子在1520年登基她當上皇太后開始，至1534年她去世，她是帝國最有影響力的人之一。